# Greco-catolici
Vezi și : Biserica Română Unită cu Roma, Greco-Catolică

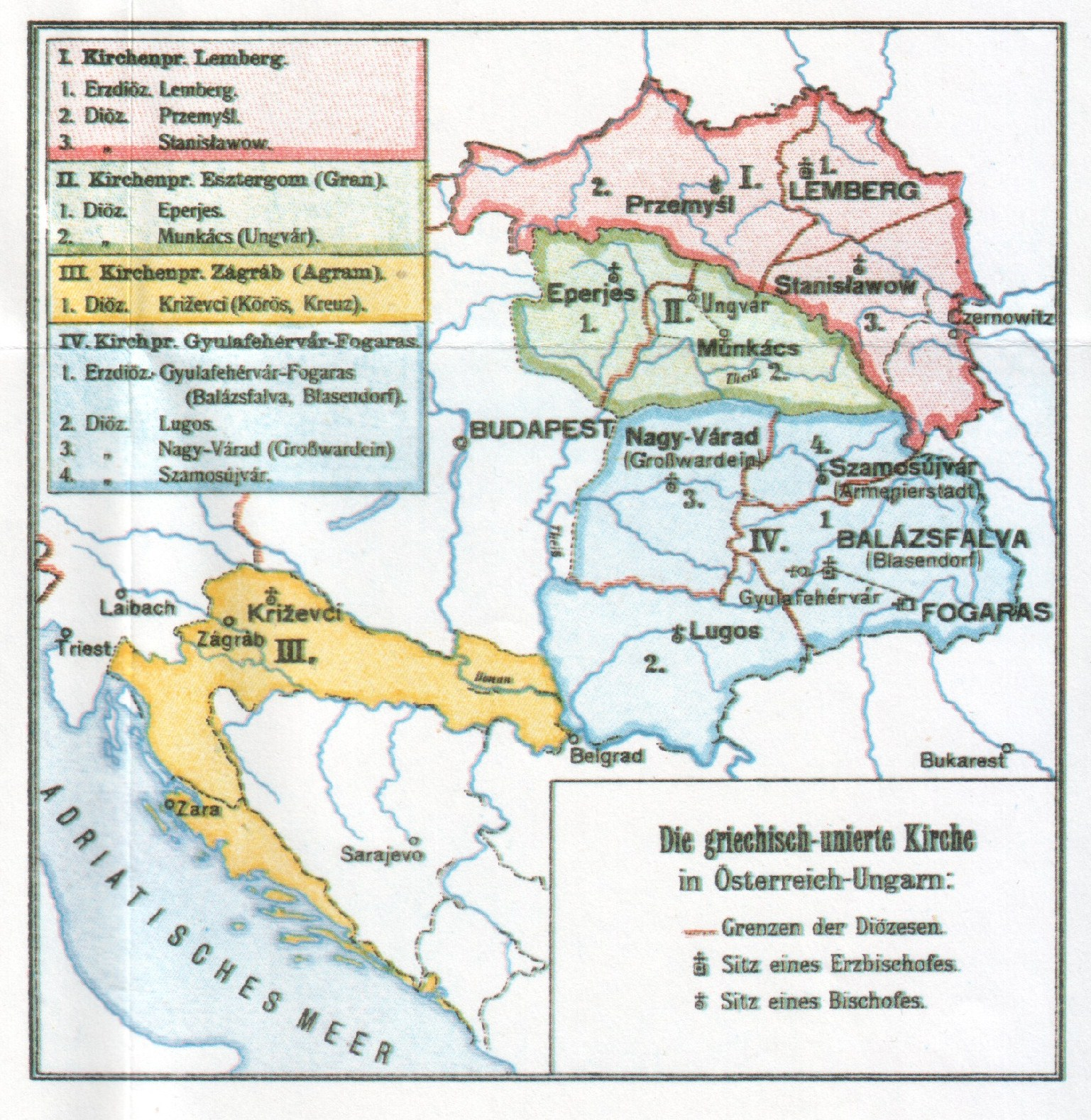
Episcopiile greco-catolice (unite) din Imperiul Austro-Ungar, 1909

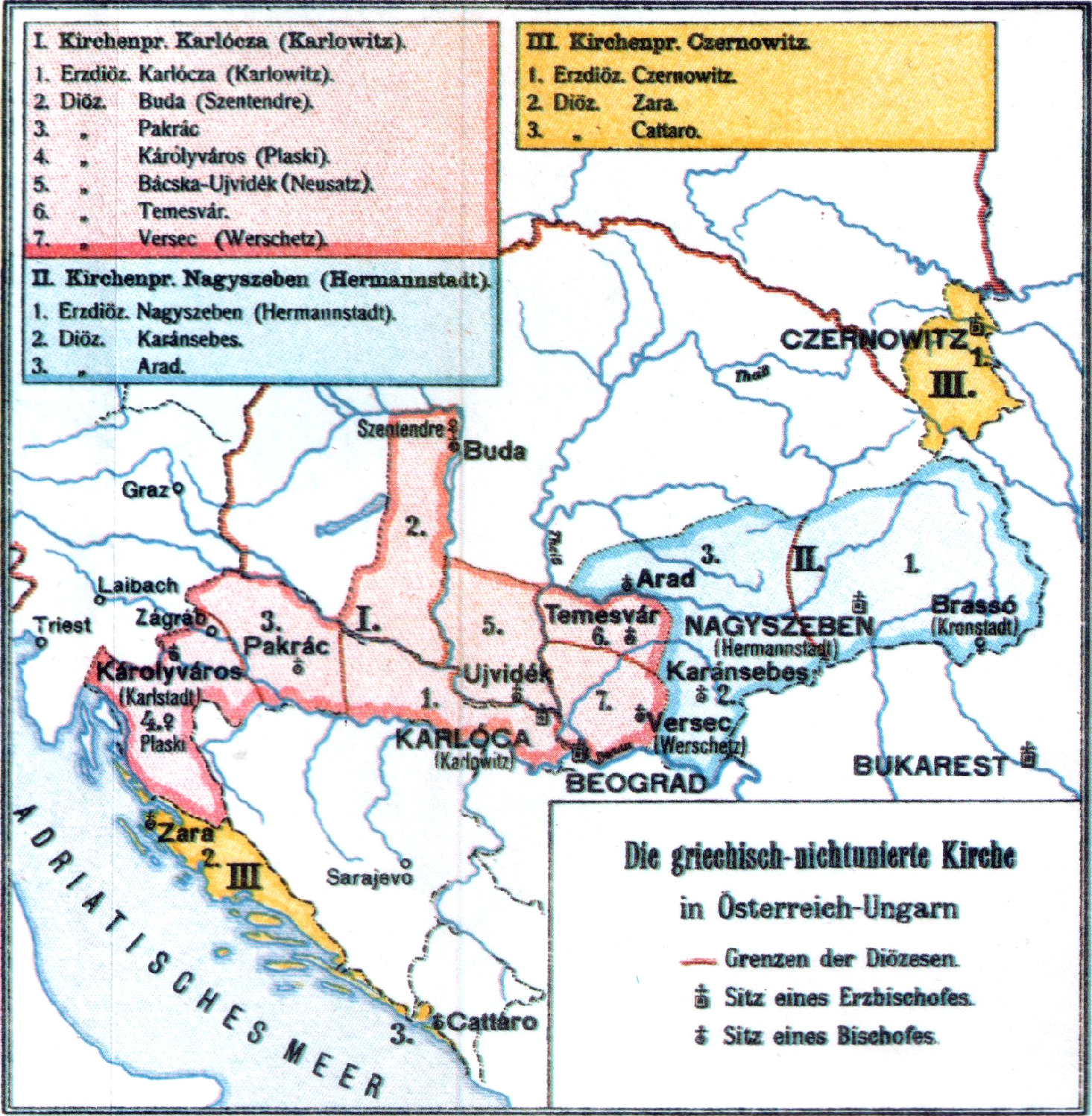
Episcopiile greco-orientale (ortodoxe) din Imperiul Austro-Ungar, 1909

Greco-catolici (în latină graeci ritus catholici, „catolici de rit grec”, prescurtat graeco catholici) este un termen introdus printr-un decret al Curții de la Viena în data de 28 iunie 1773, pentru a înlocui termenul de „graeco uniti” și a asigura astfel o egalitate formală de denumire între catolicii de rit bizantin și cei de rit latin (romano-catolicii).

## Istoricul greco-catolicismului
Biserica Catolică din Europa a pierdut prin reforma protestantă din secolul al XVI-lea cca 40% din credincioși. Incepȃnd cu secolul al XVII-lea această biserică a facut eforturi de atragere a unor reformați sau ortodocși la catolicism. Austria catolică s-a angajat din plin la această acțiune. Eșecul celui de-al doilea asediu turcesc al Vienei (1683) a marcat sfârșitul puterii turcești în Europa. Transilvania, unde predominau ortodocșii și reformații, a intrat în componența Austriei la sfârșitul secolului al XVII-lea, fiind condusă direct de la Viena. Transilvania era administrată de nobili reformați-calvini, care doreau să atragă la calvinism o cât mai mare parte a populației romȃnești, precum a reușit în unele zone din Transilvania, în ultimele două secole. Din dorința Curții de la Viena de a-i atrage pe românii ortodcși la Biserica Romei, acestora li s-a promis nu doar recunoașterea religiei lor ca receptă (nemaifiind tolerată), plus eliberarea din starea de iobăgie, drepturi identice cu celelalte religii acceptate (catolicism, luteranism, calvinism, unitarianism), case și posesiuni parohiale pentru preoții uniți etc. Acțiunea a avut un prim succes, o mare parte din clerul si populația ortodoxă au trecut la unirea cu Roma, însă cu păstrarea vechiului rit ortodox și a calenadrului răsăritean. Trecerea sub jurisdicția Bisericii Romei a unor grupuri destul de numeroase de populații ortodoxe a avut loc și în alte țări din Europa Centrală și de Est (Ucraina, Slovacia, Ungaria), astfel luând numele de biserici greco-catolice.
Trecerea, inițial, a marii majorități din biserica ortodoxă din Transilvania la Unire cu Biserica Romei (în urma celor trei sinoade ținute între 1696-1701, sub doi mitropoliți, Teofil și Athanasie) a dus la obținerea unor avantaje sociale și religioase a locuitorilor romȃni, considerați “tolerați” pȃnă atunci, realizarea unui statut social superior (dezrobirea de iobăgie, drepturi similare cu religiile acceptate), precum și diminuarea unor anumite presiuni venite din partea nobilimii protestante etc. De-a lungul timpului, Biserica Română Unită (Greco-Catolică) a creat acel curent cultural-religios cunoscut sub numele de "Școala Ardeleană", a făurit un sistem organizat de școli în limba română, a deschis orizonturi cultural-educative de care au beneficiat toți românii din Ardeal, a contribuit decisiv la evenimentele revoluționare din 1848, precum și la Marea Unire din 1918 etc.

## Context
În anul 1773 a avut loc la Viena un sinod al episcopilor uniți din Imperiul Austriac, care spre deosebire de episcopii neuniți (ortodocși), încă nu aveau o proprie mitropolie condusă de un arhiepiscop-mitropolit. Cei cinci delegați români prezenți la sinod au înaintat o inițiativă contra denumirii de „greco-uniți”, pe motiv că această denumire nu-i delimitează suficient față de „greco-neuniți”, socotiți și „schismatici”. Drept răspuns, împărăteasa de la Viena, Maria Terezia, a ordonat folosirea denumirii de „graeco catholici” pentru credincioșii episcopiilor de rit grec unite cu Roma, în locul denumirii de „graeci uniti”.
Pentru episcopiile neunite a rămas în continuare oficială denumirea de „graeci non uniti”, înlocuită în anul 1854 cu aceea de „griechisch-orientalische Kirche” (Biserica greco-orientală).

## Recepție
Un an mai târziu, în 1774, la solicitarea episcopului unit de Lemberg, prevederea a fost extinsă și asupra corespondenței imperiale din Galiția, cu argumentul egalei îndreptățiri a rutenilor cu polonezii: daß die Söhne des ruthenischen Adels und der Geistlichkeit nach Maßgabe ihrer Befähigung gleich den Polen zu öffentlichen Ämtern befördert werden. Înlocuirea denumirii de „unit” cu aceea de „greco-catolic” a fost menită a facilita emanciparea socio-culturală a românilor transilvăneni, dar și a rutenilor.
După ridicarea Episcopiei de Făgăraș  (cu sediul la Blaj) la rang de Arhiepiscopie și Mitropolie, așa cum se știa că fost până la unirea cu Roma, Biserica Română Unită a revenit la această titulatură oficială, la 26 noiembrie 1853, prin bula „Ecclesiam Christi ex omni lingua”, semnată de Papa Pius al IX-lea, obținând astfel propria autonomie ecleziastică (sui iuris) în cadrul Bisericii Catolice, având sufragane episcopia unită de la Oradea și alte două recent înființate, la Gherla și la Lugoj. Începând cu anul 1890 a fost editat la Blaj organul de presă al Mitropoliei, săptămânalul bisericesc Unirea.
Biserica Greco-Catolică Ucraineană a scos din titulatura sa termenul de "unit", numindu-se oficial Украї́нська гре́ко-католи́цька це́рква, cu acronimul Угкц.